# Producte mínim viable
Un producte mínim viable (MVP de l'anglès Minimum Viable Product) és un producte amb les característiques mínimes per ser emprat i permetre un aprenentatge validat i el seu desenvolupament continuat. Capturar idees des d'un MVP és menys costós que desenvolupar un producte amb més funcions que incrementen els costos i els riscos si el producte falla, per exemple, degut a suposicions incorrectes, i és necessari per a que una empresa passi de tenir capital llavor a poder sol·licitar noves rondes de finançament. El terme va ser encunyat i definit per Robinson Franc, i popularitzat per Steve Blank, i Eric Ries.

## Característiques
Un producte viable mínim té només el nucli de característiques suficients per usar el producte. Els desenvolupadors normalment ofereixen el producte a un subconjunt dels possibles clients —com els adoptants primerencs, que són més tolerants els errors-  més capaços de donar retroalimentació acurada i d'agafar una visió general del producte a partir d'un prototipus primerenc. Aquesta estratègia procura evitar la implementació de productes o funcions que els clients realment no necessiten i busca maximitzar la informació sobre el client o l'usuari invertint pocs diners. "El producte viable mínim és la versió d'un producte nou que un equip de treball realitza per recollir la quantitat màxima d'informació per validar-lo i aprendre sobre clients amb el mínim esforç."
El producte mínim viable s'acostuma a millorar a través de repetir (iterar) un bucle de "fer-mesurar-aprendre", de manera que amb cada nova iteració construïm un nou PMV, sobre la base de l'anterior o totalment nou, establint una sèrie de mètriques o indicadors amb els quals avaluem l'eficàcia de la proposta en relació als objectius proposats. Per això és clau el concepte de “mínim”, ja que no cal experimentar amb experiències molt elaborades per poder aprendre i veure la viabilitat d'una nova proposta.
Si el resultat final d'una iteració posa en evidència un enfocament equivocat del producte o servei es produeix un canvi important en el producte. Canvi que pot redefinir radicalment la proposta inicial (pivotar). Això es considera un èxit, ja que el més important és aprendre dels errors el més aviat possible.

## Variants
Un producte viable mínim pot ser un prototipus, un producte sencer, o un element específic de producte més complex, com ara una característica.